# 向井正剛
向井 正剛（むかい まさかた、1935年（昭和10年）2月11日 - ）は、日本の教育者であり、高校野球監督でもある。岡山県下の高校野球監督として春夏通じて唯一の優勝経験者。岡山東商業高等学校の監督時代に、同郷のエース平松政次を擁して春の甲子園で優勝した。岡山県高梁市出身。

## 経歴

### 生い立ち
1935年（昭和10年）に岡山県高梁市で生まれる。戦後に地元の岡山県立高梁高等学校に進み、同期には富士銀行（現：みずほFG）頭取・日本政策投資銀行社長になる橋本徹、伊藤忠商事副社長になる森澤寛二、群馬大学医学部教授の伊吹令人、ノートルダム清心女子大学教授の南智、新宿で高級和食料理店「車屋」を起業する佐藤勇がいた。
高校時代は硬式野球部に所属したが、普通科高校であるため、野球部の人気が無く部員不足により2年秋で休部となった。これ以降、高梁高校の硬式野球部は半世紀以上休部・解散状態となり、復活するのは2006年であった。これにより、高三最後の大会は出る幕もなく終わった。1953年（昭和28年）同校を卒業する。
卒業後は、上京し東京教育大学体育学部健康学科（現：筑波大学）に進学した。1957年（昭和32年）同大学を卒業し、同年に岡山県立岡山東商業高等学校の教諭として赴任した。

### 高校野球監督として
岡山東商業高校に赴任した翌年から、同校の野球部監督（1958～72 年）を務め、その間、春、夏の甲子園に10回出場をはたした。当時、岡山東商業は決して強豪というわけではなかったが、その高校を短期間で強豪まで一から育て上げた。特に、同郷の高梁出身の平松政次を熱心に口説き、岡山東商業へ入学させ、そのエース平松を擁した1965年（昭和40年）の第37回選抜高等学校野球大会では全国優勝を果たした。
この優勝は岡山県初の快挙であり、また、この年の国民体育大会高校野球硬式の部でも全国優勝を果している。また、1971年夏の第53回全国高等学校野球選手権大会ではベスト4に進出した。未だに岡山の甲子園優勝はこの春の1回のみである。（夏は岡山理科大学付属の1999年準優勝が最高成績）

### 野球監督引退後
1974年（昭和49年）を最後に高校野球の指導者として引退し、その後は高校野球での活躍が認められて、同年、岡山県教育庁保健体育科指導主事として活躍した。この後に同保健体育課係長となり、1980年には、文部省体育局スポーツ課専門職員となった。文部省体育局では、職員、専門員、スポーツ課長、競技スポーツ課長として順調に出世してゆき、日本初のプロサッカーリーグとしてJリーグの創設にも深く関わった。このJリーグを法人認可したのは向井であった。また、ナショナルトレーニングセンター構想や長野冬季オリンピック大会の誘致にも取り組み、日本オリンピック委員会の法人化（日本体育協会からの独立）等に主管課長として取り組み、大きな成果をあげている。
文部省退官後は、1991年（平成3年）に法人化した最初の日本オリンピック委員会初代事務局長・理事を務めた。また、2002年日韓ワールドカップ日本招致委員会調査役を歴任後に、1997年（平成9年）仙台大学大学院教授となる。同校での活躍が認められて2002年（平成14年）、仙台大学の第9代学長となり、2008年（平成20年）まで務めた。

## 人物

### スポーツと教育の両立
向井自身は、日本オリンピック委員会時代に、日本体育学会で「国際競技力の現状と課題」と題し、競技力向上と学校教育について以下のように述べている。